# Ford Racing 3
Ford Racing 3 es un videojuego de carreras publicado por Empire Interactive y 2K Games. Es el tercer juego en la serie Ford Racing, y fue lanzado en Europa en octubre de 2004, para PC, PlayStation 2 y Xbox. En Estados Unidos, el juego fue lanzado en las mismas plataformas el año siguiente, seguido por lanzamientos más tarde ese año para la Game Boy Advance y Nintendo DS. Visual Impact Productions desarrolló las versiones de GBA y DS, mientras Razorworks desarrolló las otras versiones. El juego recibió críticas mixtas, que incluía críticas de su soundtrack.

## Jugabilidad
Las versiones de consola y GBA tiene 55 vehículos Ford, mientras la versión de DS tiene 26. la versión de consola incluye los modos Ford Competition y Ford Challenge. Ford Competition, un modo de un jugador, consiste de 14 torneos, cada uno hace de carreras usando solo determinados tipos de vehículos. Ford Challenge consiste de varios eventos de carreras en que determinados desafíos deben ser completados para progresar al siguiente evento. Cuatro desafíos existen por cada clase de vehículo, con un ajuste de dificultad fácil, medio, y difícil por  cada desafío. Adicionalmente, el juego tiene el modo Ford Collection, en que el jugador diseña desafíos personalizados para seleccionar una pista, condiciones, y vehículos.
La versión de DS incluye el modo Carrera principal, que está dividido en 14 torneos de carreras, todos con una diferente clase de vehículo y consistiendo de varios tipos de carreras, Incluyendo carreras de eliminación. Los torneos contienen hasta seis carreras. Una determinada cantidad de puntos son otorgados cada corredor dependiendo en qué lugar ellos vienen en el final de cada carrera. El corredor con la mayoría de puntos en el final del torneo es el ganador. El juego también incluye 22 varios desafíos, categorizado por clase de vehículo. Cada vehículo tiene un desafío simple. El jugador empieza el juego con tres vehículos y unas pistas de carreras, mientras otros vehículos y pistas deben ser desbloqueados completando desafíos y competiciones. La versión de DS también incluye un modo Ford Collection, consistiendo de 10 diferentes tipos de carreras, que el jugador puede ganar para desbloquear contenido adicional.
La versión de PC soporta red de seis jugadores mediante una Red de área local o la Internet, mientras la versión de Xbox soporta multijugador en línea para un máximo de seis jugadores por Xbox Live. La versión de GBA incluye una opción multijugador con el uso de un Game Link Cable. La versión de DS también tiene una opción multijugador, que requiere cada jugador tenga una copia del juego.

## Recepción
| Críticas Publicación Calificación GBA DS PS2 Xbox G4 GameSpot 4.6/09 6.6/10 GameSpy GameZone 3.5/10 6.5/10 IGN 5/10 4.5/10 4.5/10 Official PlayStation Magazine (EEUU) 60/100 Official Xbox Magazine 5.5/10 Official Xbox Magazine RU 6/10 TeamXbox 7.5/10 Puntuaciones de reseñas Metacritic 49/100 50 58 |              |              |              |                 |
| Críticas |              |              |              |                 |
| Publicación | Calificación | Calificación | Calificación | Calificación    |
| Publicación | GBA          | DS           | PS2          | Xbox            |
| G4 |              |              |              | 3/5 estrellas   |
| GameSpot |              | 4.6/09       |              | 6.6/10          |
| GameSpy |              |              |              | 2.5/5 estrellas |
| GameZone | 3.5/10       |              |              | 6.5/10          |
| IGN |              | 5/10         | 4.5/10       | 4.5/10          |
| Official PlayStation Magazine (EEUU) |              |              | 60/100       |                 |
| Official Xbox Magazine |              |              |              | 5.5/10          |
| Official Xbox Magazine RU |              |              |              | 6/10            |
| TeamXbox |              |              |              | 7.5/10          |
| |              |              |              |                 |
| |              |              |              |                 |
| Puntuaciones de reseñas |              |              |              |                 |
| Metacritic |              | 49/100       | 50           | 58              |